# Kamen Rider
Kamen Rider (仮面ライダー?, Kamen Raidā) è una serie televisiva live action creata dal mangaka Shōtarō Ishinomori. Ha debuttato come serie tokusatsu il 3 aprile 1971 ed è stata trasmessa fino al 10 febbraio 1973 sul canale NET TV (l'attuale TV Asahi) per un totale di 98 episodi. Questa serie ha generato molti seguiti, diventando un franchise.
Shōtarō Ishinomori nello stesso periodo ha inoltre curato un adattamento manga che è stato pubblicato in Giappone da Kōdansha su Shōnen Magazine e in Italia dalla d/visual con il titolo Masked Rider (mentre la serie TV è ancora inedita).
Due pianeti minori sono stati chiamati con nomi ispirati dalla serie: 12408 Fujioka, in onore dell'attore Hiroshi Fujioka che ha interpretato Takeshi Hongo/Kamen Rider 1, e 12796 Kamenrider.

## Trama
L'organizzazione terroristica "Shocker"  recluta i suoi adepti attraverso il rapimento, trasformando i malcapitati in mostruosi cyborg (Kaizo Ningen, 改造人間) dall'aspetto di piante o animali antropomorfi. Il brillante studente universitario Takeshi Hongo riesce però a riguadagnare la libertà grazie al Professor Midorikawa e, dopo aver assunto l'identità dell'eroe dall'aspetto di una cavalletta, Kamen Rider, inizia la sua guerra contro Shocker.
Un'altra delle vittime di Shocker, il fotoreporter Hayato Ichimonji, viene salvato da Takeshi e assume così l'identità di Kamen Rider 2. Assistiti dal manager di corse motociclistiche Tobei Tachibana e dall'agente dell'FBI Kazuya Taki, i due Kamen Rider affrontano la "Shocker" e l'associazione che le succede, "Gel-Shocker".

## Personaggi principali

### I Kamen Rider
Takeshi Hongo/Kamen Rider 1/Kamen Rider Ichigo (本郷 猛 / 仮面ライダー１?, Hongō Takeshi / Kamen Raidā Ichigō)
Apparizioni:
- Protagonista della serie negli episodi 1-13 e 53-98
- Aiutante di Kamen Rider 2 negli episodi 40-52

Caratteristiche:
- Altezza: 183 cm
- Peso: 80 kg
- Velocità della Cyclon 1: 500 km/h

Lista Mosse:
- Rider Kick: la mossa speciale più nota e utilizzata da Kamen Rider Ichigo per distruggere i mostri. È un calcio volante di grande potenza che esercita un impatto di oltre 20 tonnellate.
- Denko Rider Kick: versione potenziata del Rider Kick facendo delle piroette in aria e usando due gambe invece che una.
- Rider Hanten Kick: Kamen Rider ribalza su una parete prima di assestare il calcio.
- Rider Inazuma Kick: simile al Rider Hanten Kick con la differenza che Kamen Rider rimbalza su due pareti.
- Rider Punch: un pugno volante di grande potenza.
- Rider Chop: un colpo di karate capace di tagliare ogni cosa.
- Rider Gaeshi: Kamen Rider Ichigo afferra il suo avversario e saltano entrambi in aria, poi Rider esegue una sorta di Body Slam.
- Rider Kirimori Shoot: Kamen Rider Ichigo afferra il suo avversario e saltano entrambi in aria, poi Kamen Rider fa roteare sulla sua testa il nemico a grande velocità e poi lo scaglia via.

Hayato Ichimonji/Kamen Rider 2 (Kamen Rider Nigo(一文字 隼人 / 仮面ライダー２?, Ichimonji Hayato / Kamen Raidā Nigō)
Apparizioni:
- Protagonista negli episodi 14-52
- Aiutante di Kamen Rider 1 negli episodi 72-98

Caratteristiche:
- Altezza: 175 cm
- Peso: 70 kg
- Velocità Cyclone 2: 500 km/h

Lista mosse:
- Rider Kick
- Rider kaiten Kick
- Rider Manji Kick
- Rider Punch
- Rider Chop
- Rider Hoden
- Rider Gaeshi

La mossa finale che i due Rider eseguono insieme è il Rider Double Kick, ovvero, Rider Ichigo e Nigo eseguono contemporaneamente un Rider Kick e la potenza dell'impatto è doppia rispetto a quella di un singolo Rider Kick.

### Alleati
Tobei Tachibana (立花 藤兵衛?, Tachibana Tōbei)
Il mentore di Hongo e Ichimonji e proprietario di un club di motociclismo e del caffè Amigo, aiuta spesso i due Kamen Rider negli allenamenti.
Kazuya Taki (滝 和也?, Taki Kazuya)
Un agente dell'FBI incaricato di indagare sulle attività della Shocker. Nonostante non sia un cyborg, Taki è abile nelle arti marziali e combatte a fianco dei Kamen Rider.
Ruriko Midorikawa (緑川 ルリ子?, Midorikawa Ruriko)
La figlia del Professor Midorikawa, all'inizio accusava Takeshi di essere l'assassino di suo padre.

### Antagonisti
La Shocker
Organizzazione antagonista della serie dagli episodi 1-79.
Questa è un'organizzazione criminale dotata di mezzi tecnologicamente avanzati e con sedi in molti paesi che mira a creare un mondo elitario dove solo i geni hanno il diritto di governare mentre il resto dell'umanità è destinata ad essere trasformata in cyborg e mostri.
Il leader dell'organizzazione è conosciuto semplicemente come Il Grande Capo della Shocker che nell'ultimo episodio si rivelerà essere un alieno.
Gel-Shocker
Organizzazione antagonista della serie dagli episodi 80-98.
Essa è nata dall'unione fra Shocker e Geldam (un'associazione criminale mai apparsa nella serie), guidata dal Generale Black (Black Shogun) e dall'ex-Grande Capo Della Shocker. I suoi mostri sono incroci di due animali diversi.

## Lista episodi

Sigla di apertura della serie

| Nº | Titolo italiano Giapponese 「Kanji」 - Rōmaji | In onda           | In onda |
| Nº | Titolo italiano Giapponese 「Kanji」 - Rōmaji | Giapponese        |         |
| 1  | Il misterioso Uomo Aracnide 「怪奇蜘蛛男」 - Kaiki Kumo Otoko | 3 aprile 1971     |         |
| 2  | Il terrificante Uomo Pipistrello 「恐怖蝙蝠男」 - Kyōfu Kōmori Otoko                                                                                                | 10 aprile 1971    |         |
| 3  | Il mostro Uomo Scorpione 「怪人さそり男」 - Kaijin Sasori Otoko | 17 aprile 1971    |         |
| 4  | Cannibalismo, Saracenian 「人喰いサラセニアン」 - Hitokui Sarasenian                                                                                                | 24 aprile 1971    |         |
| 5  | Il mostro Uomo Mantide 「怪人かまきり男」 - Kaijin Kamakiri Otoko                                                                                                   | 1º maggio 1971    |         |
| 6  | Shinigami Chamaleon 「死神カメレオン」 - Shinigami Kamereon | 8 maggio 1971     |         |
| 7  | Duello con Shinigami Chamaleon! Alla fiera mondiale 「死神カメレオン決闘！万博跡」 - Shinigami Kamereon Kettō! Banpaku Ato.                                         | 15 maggio 1971    |         |
| 8  | Stranezza! La Donna Ape 「怪異！蜂女」 - Kaii! Hachi Onna | 22 maggio 1971    |         |
| 9  | Lo spaventoso Uomo Cobra 「恐怖コブラ男」 - Kyōfu Kobura Otoko | 29 maggio 1971    |         |
| 10 | Il redivivo Uomo Cobra 「よみがえるコブラ男」 - Yomigaeru Kobura Otoko                                                                                              | 5 giugno 1971     |         |
| 11 | Il mostro succhia sangue Gebacondor 「吸血怪人ゲバコンドル」 - Kyūketsu Kaijin Gebakondoru                                                                          | 12 giugno 1971    |         |
| 12 | L'assassino Yamogeras 「殺人ヤモゲラス」 - Satsujin Yamogerasu | 19 giugno 1971    |         |
| 13 | Tokageron e la Grande Armata dei Mostri 「トカゲロンと怪人大軍団」 - Tokageron to Kaijin Dai Gundan                                                                 | 26 giugno 1971    |         |
| 14 | L'assalto del demone Sabotenguron 「魔人サボテグロンの襲来」 - Majin Saboteguron no Shūrai                                                                          | 3 luglio 1971     |         |
| 15 | Contrattacco a Sabotenguron 「逆襲サボテグロン」 - Gyakushū Saboteguron                                                                                             | 10 luglio 1971    |         |
| 16 | Il wrestler del Diavolo Pirasaurus 「悪魔のレスラーピラザウルス」 - Akuma no Resurā Pirazaurusu                                                                     | 17 luglio 1971    |         |
| 17 | Incontro mortale sul Ring: Sconfitto!! Pirasaurus 「リングの死闘 倒せ！ピラザウルス」 - Ring no Shitô Taose! Pirazaurus                                             | 24 luglio 1971    |         |
| 18 | L'uomo fossile Hitodanger 「化石男ヒトデンジャー」 - Kaseki-Otoko Hitodenjā                                                                                         | 31 luglio 1971    |         |
| 19 | Il mostro Kanibubbler appare in Hokkaido 「怪人カニバブラー北海道に現る」 - Kaijin Kanibaburā Hokkaidō ni Arawaru                                                   | 7 agosto 1971     |         |
| 20 | Il mostro bruco sputa fuoco Dokugander 「火を吹く毛虫怪人ドクガンダー」 - Hi o Fuku Kemushi Kaijin Dokugandā                                                        | 14 agosto 1971    |         |
| 21 | Confronto con Dokugander al castello di Osaka! 「ドクガンダー 大阪城の対決！」 - Dokugandā Ōsaka-jō no Taiketsu!                                                    | 21 agosto 1971    |         |
| 22 | Il sospettoso tritone Amazonia 「怪魚人アマゾニア」 - Kai Kyojin Amazonia                                                                                           | 28 agosto 1971    |         |
| 23 | Il mostro che vola nel cielo Musasabedor 「空飛ぶ怪人ムササビードル」 - Soratobu Kaijin Musasabīdoru                                                                | 4 settembre 1971  |         |
| 24 | La sortita del mostro dal neleno mortale Kinokomorgu! 「猛毒怪人キノコモルグの出撃！」 - Mōdoku Kaijin Kinokomorugu no Shutsugeki!                                  | 11 settembre 1971 |         |
| 25 | Sconfiggete Kinokomorgu! 「キノコモルグを倒せ！」 - Kinokomorugu o Taose!                                                                                           | 18 settembre 1971 |         |
| 26 | La terrificante Formicaleone 「恐怖のあり地獄」 - Kyōfu no Arijigoku                                                                                                | 25 settembre 1971 |         |
| 27 | La classe del mostro Mukaderas 「ムカデラス怪人教室」 - Mukaderasu Kaijin Shōshitsu                                                                                 | 2 ottobre 1971    |         |
| 28 | Il mostro sotterraneo Moguranga 「地底怪人モグラング」 - Chitei Kaijin Mogurangu                                                                                    | 9 ottobre 1971    |         |
| 29 | Il Mostro Elettrico Kuragedoll 「電気怪人クラゲダール」 - Denki Kaijin Kuragedāru                                                                                   | 16 ottobre 1971   |         |
| 30 | Fossile Resuscitato,La Trilobite Succhia Sangue 「よみがえる化石吸血三葉虫」 - Yomegaeru Kaseki Kyūketsu San'yōchū                                                  | 23 ottobre 1971   |         |
| 31 | Duello Mortale!Il Demone Formichiere Arigabaril 「死斗！ありくい魔人アリガバリ」 - Shitō! Arikui Majin Arigabari                                                    | 30 ottobre 1971   |         |
| 32 | Il Fiore Cannibale Dokudalia 「人喰い花ドクダリアン」 - Hitokui Hana Dokudarian                                                                                     | 6 novembre 1971   |         |
| 33 | Il Mostro D'acciaio Arumajirong 「鋼鉄怪人アルマジロング」 - Kōtetsu Kaijin Arumajirongu                                                                            |                   |         |
| 34 | Il Giappone è In Pericolo!L'invasione di Gamagira 「日本危うし！ガマギラーの侵入」 - Nihon Ayaushi! Gamagirā no Shinnyū                                             |                   |         |
| 35 | La Regina Delle Formiche Assassine Archimedes 「殺人女王蟻アリキメデス」 - Satsujin Joōari Arikimedesu                                                              |                   |         |
| 36 | Il Mostro Mummia Resuscitato Egyptus 「いきかえったミイラ怪人エジプタス」 - Ikikaetta Miira Kaijin Ejiputasu                                                        |                   |         |
| 37 | Il Piano-G Del Mostro Dal Gas Velenoso Torikabuto 「毒ガス怪人トリカブトのＧ作戦」 - Dokugasu Kaijin Torikabuto no Jī Sakusen                                       |                   |         |
| 38 | L'operazione Del Mondo Oscuro Del Mostro Fulminante Eiking 「稲妻怪人エイキングの世界暗黒作戦」 - Inazuma Kaijin Eikingu no Sekai Ankoku Sakusen                    |                   |         |
| 39 | La Festa Omicida Dell'Uomo Lupo 「怪人狼男の殺人大パーティー」 - Kaijin Ōkami Otoko no Satsujin Dai Pātī                                                            |                   |         |
| 40 | Duello Mortale! Il Mostro Snowman Contro I Due Rider 「死斗！怪人スノーマン対二人のライダー」 - Shitō! Kaijin Sunōman Tai Futari no Raidā                           |                   |         |
| 41 | Battaglia decisiva a Sakurajima con il mostro di Magma Ghoster 「マグマ怪人ゴースター 桜島大決戦」 - Maguma Kaijin Gōsutā Sakurajima Dai Kessen                     |                   |         |
| 42 | Il misterioso Uomo Mosca, Il Messaggero del Diavolo 「悪魔の使者 怪奇ハエ男」 - Akuma no Shisha Kaiki Hae Otoko                                                     |                   |         |
| 43 | L'attacco del misterioso uomo Uccello Pranodon 「怪鳥人プラノドンの襲撃」 - Kai Chōjin Puranodon no Shūgeki                                                         |                   |         |
| 44 | Il Mostro Del Cimitero Kabibinga 「墓場の怪人カビビンガ」 - Hakaba no Kaijin Kabibinga                                                                              |                   |         |
| 45 | Il Piano Del Gas Esplosivo Del Mostro Namekujira 「怪人ナメクジラのガス爆発作戦」 - Kaijin Namekujira no Gasu Bakuhatsu Sakusen                                     |                   |         |
| 46 | Scontro!! Il Mostro Della Montagna Di Neve Bearkonger 「対決！！雪山怪人ベアーコンガー」 - Taiketsu!! Yukiyama Kaijin Beākongā                                      |                   |         |
| 47 | Il Diavolo Di Ghiaccio Todogiller 「死を呼ぶ氷魔人トドギラー」 - Shi o Yobu Kōri Majin Todogirā                                                                     |                   |         |
| 48 | La Palude Succhiasangue di Hiruguerilla 「吸血沼のヒルゲリラ」 - Kyūketsu Numa no Hirugerira                                                                        |                   |         |
| 49 | Il Mostro Cannibale Isoginchuck 「人喰い怪人イソギンチャック」 - Hitokui Kaijin Isoginchakku                                                                        |                   |         |
| 50 | Il programma dell'aurora Omicida Del Mostro Kamestone 「怪人カメストーンの殺人オーロラ計画」 - Kaijin Kamisutōn no Satsujin Ōrora Keikaku                           |                   |         |
| 51 | Il Mostro Di Pietra Unicornos Contro Il Rider Double Kick 「石怪人ユニコルノス対ダブルライダーキック」 - Ishi Kaijin Yunikorunosu Tai Daburu Raidā Kikku            |                   |         |
| 52 | Il Mio Nome è Il Misterioso Uomo Uccello Gilgaras 「おれの名は 怪鳥人ギルガラスだ！」 - Ore no Na wa Kai Chōjin Girugarasu                                          |                   |         |
| 53 | La Sfida di Moto Mortale Del Mostro Jaguarman 「怪人ジャガーマン決死のオートバイ戦」 - Kaijin Jagāman Kesshi Ōtobai Ikusa?                                          |                   |         |
| 54 | L'Uomo Serpente Marino Del Villaggio Fantasma 「ユウレイ村の海蛇男」 - Yūrei Mura no Umihebi Otoko                                                                  |                   |         |
| 55 | Uomo Scarafaggio!! Il Terricante Pallone Batterico 「ゴキブリ男！恐怖の細菌アドバルーン」 - Gokiburi Otoko!! Kyōfu no Saikin Adobarūn?                              |                   |         |
| 56 | La Farfalla Amazzonica Velenosa Girira 「アマゾンの毒蝶ギリーラ」 - Amazon no Doku Chō Girīra                                                                       |                   |         |
| 57 | L'Uomo Tarantola Dokumondo 「土ぐも男ドクモンド」 - Tsuchigumo Otoko Dokumondo                                                                                      |                   |         |
| 58 | Mostro Uomo Clamidosauro,Duello Nella Valle Della Paura 「怪人毒トカゲ おそれ谷の決闘！！」 - Kaijin Doku Tokage Osore Tani no Kettō!!                              |                   |         |
| 59 | Uomo Verme Il Mostro Della Palude Senza Fondo! 「底なし沼の怪人ミミズ男！」 - Sokonashi Numa no Kaijin Mimizu Otoko!                                                |                   |         |
| 60 | I Raggi X Omicidi Del Misterioso Uomo Gufo 「怪奇フクロウ男の殺人レントゲン」 - Kaiki Fukurō Otoko no Satsujin Rentogen                                             |                   |         |
| 61 | L'Inferno Elettrico Del Mostro Namazukiller 「怪人ナマズギラーの電気地獄」 - Kaijin Namazukirā no Denki Jigoku                                                      |                   |         |
| 62 | L'Operazione Teschio Assassino Di Harinezuras 「怪人ハリネズラス 殺人どくろ作戦」 - Kaijin Harinezurasu Satsujin Dokuro Sakusen                                     |                   |         |
| 63 | La Gara Della Morte Del Mostro Saiking 「怪人サイギャング 死のオートレース」 - Kaijin Saigyangu Shi no Ōtorēsu                                                      |                   |         |
| 64 | La Canzone Ammazza Tutti di Semiminga 「怪人セミミンガ みな殺しのうた！」 - Kaijin Semiminga Mina Koroshi no Uta                                                    |                   |         |
| 65 | Il Professor Insetto e La Shocker School 「怪人昆虫博士とショッカースクール」 - Kaijin Konchū-hakase to Shokkā Sukūru                                               |                   |         |
| 66 | Il Cimitero Della Shocker,Mostri Resuscitati 「ショッカー墓場よみがえる怪人たち」 - Shokkā Hakaba Yomigaeru Kaijin-tachi                                            |                   |         |
| 67 | Appare Il Grande Capo DI Shocker,Rider è In Pericolo 「ショッカー首領出現！！ライダー危うし」 - Shokkā Shuryō Shutsugen!! Raidā Ayaushi                             |                   |         |
| 68 | Dr.Shinigami, Il Vero Significato Del Terrore? 「死神博士恐怖の正体？」 - Shinigami Hakase Kyōfu no Shōtai?                                                         |                   |         |
| 69 | Gli Artigli della Morte Imminente Del Mostro Killercoroki 「怪人ギラーコオロギ せまる死のツメ」 - Kaijin Girakorogi Semaru Shi no Tsume                             |                   |         |
| 70 | L'Attacco Palla Di Fuoco Del Mostro Elekibotal 「怪人エレキボタル火の玉攻撃！！」 - Kaijin Erekibotaru Hi no Tama Kōgeki!!                                          |                   |         |
| 71 | L'inseguimento Sulle Montagne Rokkudai Del Mostro Abugomes! 「怪人アブゴメス六甲山大ついせき！」 - Kaijin Abugomesu Rokkōsan DaiTsuiseki!                           |                   |         |
| 72 | Il Succhiasangue Mosquiras Contro I Due Rider 「吸血モスキラス対二人ライダー」 - Kyūketsu Mosukirasu Tai Futari Raidā                                               |                   |         |
| 73 | La Sconfitta Dei Double Rider! Shiomaneking 「ダブルライダー 倒せ!! シオマネキング」 - Dabururaida taose!! Shiomanekingu                                            |                   |         |
| 74 | Il Mortale Demone Succhiasangue!! Buona Fortuna Squadra Dei Ragazzi RIder 「死の吸血魔 がんばれ！！ライダー少年隊」 - Shi no Kyūketsu Ma Ganbare!! Raidā Shōnen Tai |                   |         |
| 75 | Il Segreto Della Casa Del Terrore Del Mostro Fiore Velenoso Bararanga 「毒花怪人バラランガ 恐怖の家の秘密」 - Doku hana kaijin bararanga kyōfu no ie no himitsu     |                   |         |
| 76 | Le Tre Teste Del Mostro Generatore Seadragon!! 「三匹の発電怪人シードラゴン！！」 - Sanbiki no Hatsuden Kaijin Shīdoragon!!                                         |                   |         |
| 77 | Il Mostro Imorigeth,Duello Alla Fattoria Infernale!! 「怪人イモリゲスじごく牧場の決闘！！」 - Kaijin Imorigesu Jigoku Bokujō no Kettō!!                             |                   |         |
| 78 | Il Terribile Unidogma + Il Mostro Fantasma 「恐怖のウニドグマ＋ゆうれい怪人」 - Kyōfu no Unidoguma + Yūrei Kaijin                                                   |                   |         |
| 79 | Ambasciatore Dell'Inferno!! Il Vero Significato Del Terrore? 「地獄大使！！恐怖の正体？」 - Jigoku Taishi!! Kyōfu no Shōtai?                                        |                   |         |
| 80 | Appare Gel-Shocker! L'ultimo giorno di Kamen Rider!! 「ゲルショッカー出現！仮面ライダー最後の日!!」 - Gerushokkā Shutsugen! Kamen Raidā Saigo no Hi!!               |                   |         |
| 81 | Kamen Rider muore due volte! 「仮面ライダーは二度死ぬ！」 - Kamen Raidā wa Nido Shinu!                                                                              |                   |         |
| 82 | La Terribile Rush Hour Del Mostro Kurage Wolf 「怪人クラゲウルフ 恐怖のラッシュアワー」 - Kaijin Kurage Urufu Kyōfu no Rasshuawā                                    |                   |         |
| 83 | Il Mostro Inokabuton Sconfigge Rider Con Il Gas Della Pazzia 「怪人イノカブトン 発狂ガスでライダーを倒せ」 - Kaijin Inokabuton Hakkyō Gasu de Raidā o Taose         |                   |         |
| 84 | Attenzione Rider!La Trappola Infernale di Isoginjaguar 「危うしライダー！イソギンジャガーの地獄罠」 - Ayaushi Raidā! Isoginjagā no Jigoku Wana                      |                   |         |
| 85 | Il Terribile Smog Assassino Del Mostro Del Fango 「ヘドロ怪人恐怖の殺人スモッグ」 - Hedoro Kaijin Kyōfu no Satsujin Sumoggu                                         |                   |         |
| 86 | La Caccia All'Uomo Del Mostro Washikamagiri 「怪人ワシカマギリの人間狩り」 - Kaijin Washikamagiri no Ningen Kari                                                    |                   |         |
| 87 | L'Uomo Consegna Morte Di Gel-Shocker 「ゲルショッカー 死の配達人」 - Gerushokkā Shi no Haitatsunin                                                                  |                   |         |
| 88 | Misterioso! Il Ritratto Del Gatto Nero Che Chiede Sangue 「怪奇！血をよぶ黒猫の絵」 - Kaiki! Chi o Yobu Kuroneko no E                                               |                   |         |
| 89 | La Spaventosa Operazione Pet Butta Rider All'Inferno 「恐怖のペット作戦 ライダーを地獄へ落とせ！」 - Kyōfu no Petto Sakusen Raidā o Jigoku e Otose!                 |                   |         |
| 90 | La Spaventosa Operazione Pet Rider SOS 「恐怖のペット作戦 ライダーＳＯＳ」 - Kyōfu no Petto Sakusen Raidā Esu Ō Esu                                                 |                   |         |
| 91 | Gel-Shocker Nella Scuola Del Terrore 「ゲルショッカー恐怖学校に入学せよ」 - Gerushokkā Kyōfu Gakkō ni Nyūgaku Seyo                                                  |                   |         |
| 92 | Atrocità! Falsi Kamen Rider!! 「凶悪！にせ仮面ライダー！！」 - Kyōaku! Nise Kamen Raidā!!                                                                           |                   |         |
| 93 | Otto Kamen Rider 「８人の仮面ライダー」 - Hachinin no Kamen Raidā                                                                                                   |                   |         |
| 94 | La vera Identità Del Capo Di Gel-Shocker 「ゲルショッカー首領の正体」 - Gerushokkā Shuryō no Shōtai                                                                 |                   |         |
| 95 | La Macchina Volante Del Mostro Karaox 「怪人ガラオックスの空飛ぶ自動車」 - Kaijin Garaokkusu no Sora Tobu Jidōsha                                                   |                   |         |
| 96 | Takeshi Hongo, L'Esposto Mostro Cactus!? 「本郷猛 サボテン怪人にされる！？」 - Hongō Takeshi Saboten Kaijin ni Sareru!?                                             |                   |         |
| 97 | Takeshi Hongo, Impossibile Trasformarsi 「本郷猛変身不可能」 - Hongō Takeshi Henshin Funō                                                                           |                   |         |
| 98 | Gel-Shocker Distrutta! La Fine Del Grande Capo!! 「ゲルショッカー全滅！首領の最後！！」 - Gerushokkā Zenmetsu! Shuryō no Saigo!!                                    | 10 febbraio 1973  |         |

## I film
Durante il corso della serie sono stati realizzati tre film brevi più un remake del 2005.
Go Go Kamen Rider (ゴーゴー仮面ライダー?, Gō Gō Kamen Raidā)
Il film è la versione cinematografica dell'episodio 13.
La Shocker manda due mostri a distruggere una centrale nucleare ma il loro piano fallisce a causa di una barriera di energia che protegge l'edificio.
A causa di ciò, Il Grande Capo della Shocker fa rapire un abile calciatore che viene trasformato in Tokageron, un uomo lucertola capace di calciare una pesante bomba capace di distruggere la barriera. Kamen Rider dovrà intervenire per evitare la distruzione della centrale.
Kamen Rider tai Shocker (仮面ライダーVSショッカー?, Kamen Raidā tai Shokkā)
Il professor Daidoji ha inventato una macchina gravitazionale chiamata GX Device, ma sfortunatamente uno dei comandanti della Shocker, il dottor Shinigami, vuole quella invenzione, quindi fa attaccare e distruggere il laboratorio del professore ma rimangono a mani vuote.
Gli agenti della Shocker scoprono che il GX Device è nascosto dentro l'orsetto di peluche della figlia del professore.
Kamen Rider 1 e Kamen Rider 2, insieme a Taki, combatteranno un gran numero di mostri per proteggere la figlia di Daidoji.
Kamen Rider tai Jigoku Taishi (仮面ライダーVS地獄大使?, Kamen Raidā tai Jigoku Taishi)
Takeshi Hongo e Kazuya Taki fingono di essere morti dopo un assalto da parte dei soldati della Shocker durante una gara di Motocross.
Si travestono da soldati della Shocker e si infiltrano nella base dell'organizzazione, ma non ci volle molto prima che L'ambasciatore dell'inferno li scoprì e li tese una trappola.
Prima di far esplodere la base con all'interno Hongo e Taki, L'ambasciatore gli dice che ha preparato un'arma laser capace di distruggere intere città.
I due eroi devono scappare dalla base prima che esplodi e distruggere l'arma ma anche salvare Tobei Tachibana e le ragazze del suo bar che nel frattempo sono stati rapiti.
Kamen Rider The First (2005)
Il film è una sintesi ambientata nel XXI secolo della serie.
Kamen Rider The Next (2007)
Il seguito diretto di The First.
 OOO, Den-O, All Riders: Let's Go Kamen Riders  ( オーズ・電王・オールライダー レッツゴー仮面ライダー ?,  Ōzu Den'ō Ōru Raidā: Rettsu Gō Kamen Raidā)
Il film che celebra il quarantesimo anniversario di Kamen Rider è uscito il 1º aprile 2011.
Il corso della storia venne cambiato drasticamente quando Ankh (personaggio di Kamen Rider OOO) perde una O Medal nell'anno 1971 (si trovava in quel periodo insieme a Kamen Rider Den-O per dare la caccia a un Imajin).
Quando gli eroi tornano nel presente, scoprono che il mondo è ora dominato dalla Shocker e che Kamen Rider Ichigo e Nigo sono stati sconfitti dallo Shocker Greed e sottoposti al lavaggio del cervello, diventando servi dell'organizzazione.
Per riportare l'ordine, Kamen Rider OOO e Den-O viaggiano nel tempo per formare un esercito di Riders per combattere Shocker.
- 2014: Heisei Rider vs. Shōwa Rider: Kamen Rider Taisen feat. Super Sentai (平成ライダー対昭和ライダー 仮面ライダー大戦 feat.スーパー戦隊 Heisei Raidā Tai Shōwa Raidā Kamen Raidā Taisen feat. Sūpā Sentai).
- 2016: Kamen Rider 1 (仮面ライダー1号 Kamen Raidā Ichigō?)

Shin Kamen Rider (2023)
Il film è una reimmaginazione della serie.

## Staff
- Creatore: Shotaro Ishinomori
- Sceneggiatori: Masaru Igami, Shin'ichi Ichikawa, Masayuki Shimada, Mari Takizawa, Hisashi Yamazaki, Takao Ikuo, Masashi Tsukada, Takeo Oono, Shiro Ishimori, Seirou Suzuki, Takayuki Hasegawa, Kimio Hirayama, Minoru Yamada, Gorou Okeya, Shotaro Ishinomori
- Registi: Hirokazu Takemoto, Itaru Orita, Hidetoshi Kitamura, Minoru Yamada, Kazukuri Uchida, Katsuhiko Taguchi, Masashi Tsukada, Shotaro Ishinomori, Atsuo Kumanaka
- Fotografia: Osamigi Yamamoto
- Illuminazione: Kouosamu Oota
- Musica: Shunsuke Kikuchi
- Montaggio: Ayaki Sugeno (Eiko-Onkyo Ltd.)
- Recording: Mari Fujinami
- Assistenza alla regia: Masashi Tsukada
- Costume Designer: Tokyo Designs
- Coreografo dei combattimenti: Kazutoshi Takahashi
- Line Chief: Teruo Itou
- Manager di produzione: Okusouhei Matono
- Sound Recording: Katsushi Ota (Eiko-Onkyo Ltd.)
- Sviluppo: Toei Laboratories
- Cooperazione: Muromachi Racing Group.

## Sigle
Sigle di apertura
- Let's Go!! Rider Kick (レッツゴー!!ライダーキック?, Rettsu Gō!! Raidā Kikku) - Sigla di apertura dagli episodi 1-85
- Rider Action (ライダーアクション?,  Raidā Akushon) - Sigla di apertura dagli episodi 86-98

Sigle di chiusura
- Kamen Rider no uta (仮面ライダーの歌?, Kamen Raidā no uta) - Sigla di chiusura degli episodi 1-68.
- Rider Action (ライダーアクション?, Raidā Akushon) - Sigla di chiusura degli episodi 69-85.
- Lonely Kamen Rider (ロンリー仮面ライダー?, Ronrī Kamen Raidā) - Sigla di chiusura degli episodi 86-98.

## Seguiti
Kamen Rider V3 è il seguito di Kamen Rider, ed è iniziato una settimana dopo l'ultimo episodio della prima serie. Ancora oggi vengono prodotte serie di Kamen Rider che fanno da reboot alla prima, anche se sono molto diverse dalle originali.
Dopo Kamen Rider Black RX (1989) il franchise si prese un periodo di pausa.
Durante gli anni novanta, vennero prodotti tre film, sempre da Shotaro Ishhinomori: Shin Kamen Rider Prologue, Kamen Rider ZO e Kamen Rider J.
Dopo la morte di Ishinomori, il franchise ripartì nel 1999 con Kamen Rider Kuuga.
Fino a oggi, sono state fatte 37 serie di Kamen Rider, la serie tuttora in corso è Kamen Rider Gotchard, che inizierà nel 2023).
Negli anni sono stati realizzati tre film reboot della serie: Shin Kamen Rider Prologue, Kamen Rider: THE FIRST (2005) e Shin Kamen Rider (2023).
In Giappone, la popolarità di Kamen Rider rivaleggia con quella di Ultraman.